# Рубашка поло

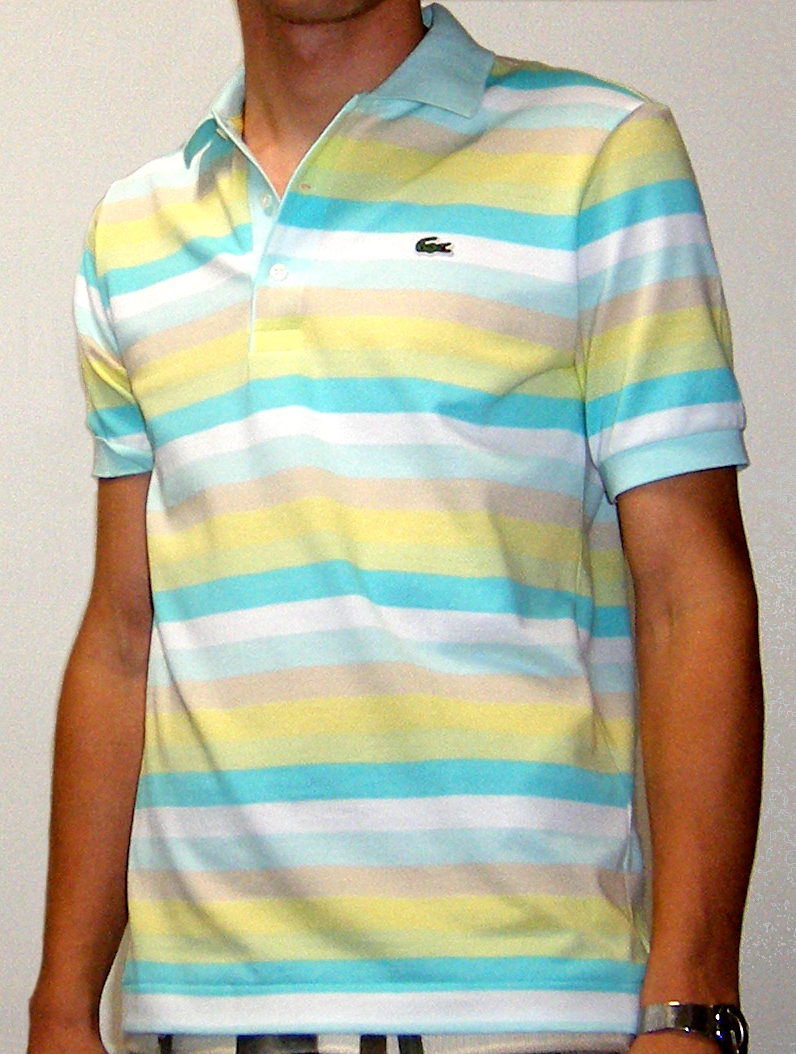
Рубашка поло

Руба́шка по́ло или те́нниска, рубашка для гольфа, футболка поло — трикотажный предмет одежды, имеющий короткую застёжку со стояче-отложным воротником и коротким рукавом. Изготавливается из эластичной хлопчатобумажной ткани пике, реже джерси. Является повседневной и спортивной одеждой, например, для игры в теннис или гольф. В некоторых странах с жарким климатом поло получила распространение в качестве офисной одежды. Как и футболка, рубашка поло изготовлена из трикотажного материала, но отличается от неё наличием воротника и застёжки, что и делает её трикотажной рубашкой. Нередко имеется нагрудный карман.
Считается, что рубашку придумал в 1933 году французский теннисист Рене Лакост, однако это версия от создателей бренда, промоутеров фирмы Lacoste. По другой версии история рубашки начинается в Англии и связана с местной игрой поло.